# Liber Pontificalis
«Кни́га па́п» (лат. Liber Pontificalis, «Понтифікальна книга») — латиномовна збірка біографій римських пап від апостола Петра до понтифіків XV століття. Написана декількома упорядниками. Точне авторство невідоме. За традицією автором перших частин вважається святий Єронім. Започаткована у III столітті як список римських єпископів. У VI — IX століттях і XII — XV століттях продовжена як серія життєписів понтифіків. Вперше опублікована 1602 року в Майнці під назвою «Римські понтифіки» (лат. Romanorum Pontificum). Зберігалася у багатьох списках. Найстаріший список (Catalogus Felicianus) VI—VII століття закінчується на біографії Фелікса IV (526–530). Найпізніші списки доходять до Пія II (1458–1464).

## Назви
- «Книга пап», або «Понтифікальна книга» (лат. Liber pontificalis) — сучасна усталена історіографічна назва
- «Єпископська книга, в які містяться діяння блаженних понтифіків міста Рима» (лат. Liber episcopalis in quo continentur acta beatorum pontificum Urbis Romae) — оригінальна назва найстаріших рукописів
- «Діяння понтифіків» (лат. Gesta pontificum)
- «Хроніки понтифіків» (лат. Chronica pontificum)

## Авторство
Авторами Liber Pontificalis вважалися:
- Ієронім. Версія Рабана Мавра, заснована на підробленому листуванні Ієроніма з папю Дамасієм, наведеному в багатьох рукописах Liber Pontificalis.
- Анастасій Бібліотекар (бл. 810 — бл. 880). Версія Онофріо Панвініо. Спростована Цезарем Баронієм та іншими дослідниками.[2][3] Анастасію належать, мабуть, тільки біографії Миколи I (858–867) і Адріана II (867–872).
- Папський «керуючий» «Primicerius» Христофор (Christopher) — біографія папи Стефана II (752–757).
- Бонізо (Bonizo з Sutri, 1045–1090) — біографії пап від Івана XII (955–964) до Григорія VII (1073–1085).
- Пандульф (Pandulf, 1101–1201) (версія Дюшенна), або Петро Пізанський (Petrus Pisanus)[4][5] — Біографії пап від Григорія VII (1073–1085) до Урбана II (1088–1099).
- Кардинал Бозо (Boso, помер. бл. 1181) — біографії пап від Геласія II (1118–1119) до Олександра III (1179–1181).

## Зміст
Для кожного Папи Римського (єпископа) зазначено:
- час правління (датування по консулам і термін);
- походження і ім'я батька;
- список указів;
- число призначених пресвітерів, дияконів та єпископів;
- дата смерті та місце поховання;
- інші відомості.

## Історичність
Інформацію Liber Pontificalis з V ст. можна вважати історичною. Більш ранні записи спірні, оскільки:
- багато ранніх відомостей (таких, як укази та інформація про мучеництво перших єпископів) унікальні і не відображені в іншій літературі того ж і більш раннього періоду;
- дати смерті пап, мабуть, походять від дат їхньої пам'яті, зафіксованих близько IV ст. Деякі копії Liber Pontificalis містять відомості, яких немає в інших копіях. Ці відомості, очевидно, є пізнішими вставками. Ранні датування Liber Pontificalis сходять до Catalogus Liberianus (з Chronographus Anni 354) і розходяться з «Церковною історією» Євсевія Кесарійського та хронікою св. Ієроніма, що ускладнює побудову точної хронології ранніх римських єпископів.